# Coppa di Francia 2022-2023
La Coppa di Francia 2022-2023 è stata la 106ª edizione della omonima competizione calcistica, organizzata dalla FFF e aperta a tutte le squadre francesi e della Francia d'oltremare, vinta per la prima volta dal Tolosa che ha battuto i campioni in carica del Nantes.

## Regolamento
In questa stagione il regolamento è lo stesso dell'edizione precedente.
Ai primi due turni, denominati Qualificazioni regionali, prendono parte le formazioni dilettantistiche inferiori alla quinta divisione. Al terzo turno entrano le squadre del Championnat National 3 e due rappresentanti il territorio di Saint-Pierre e Miquelon, al quarto quelle del Championnat National 2 e al quinto quelle del Championnat National. Al settimo turno sono ammesse le venti squadre di Ligue 2 e tre squadre dei paesi d'oltremare.

## Calendario
| Fase                    | Turno                   | Data                           | Partite | Squadre     | Squadre entrate | Campionati entranti                                   |
| ----------------------- | ----------------------- | ------------------------------ | ------- | ----------- | --------------- | ----------------------------------------------------- |
| Turni di qualificazione | Primo Turno             | Date regionali                 | 2849    | 5698 → 2849 | 5698            | Divisioni regionali                                   |
| Turni di qualificazione | Secondo turno           | Date regionali                 | 1919    | 3838 → 1919 | 989             | Divisioni regionali                                   |
| Turni di qualificazione | Terzo turno             | 10-11 settembre 2022           | 1071    | 2142 → 1071 | 223             | Championnat National 3 Saint-Pierre e Miquelon        |
| Turni di qualificazione | Quarto turno            | 24-25 settembre 2022           | 562     | 1124 → 562  | 53              | Championnat National 2                                |
| Turni di qualificazione | Quinto turno            | 8-9 ottobre 2022               | 290     | 580 → 290   | 18              | Championnat National                                  |
| Turni di qualificazione | Sesto turno             | 15-16 ottobre 2022             | 145     | 290 → 145   | 0               |                                                       |
| Turni di qualificazione | Settimo turno           | 29-30 ottobre 2022             | 84      | 168 → 84    | 23              | Ligue 2 Mayotte, Polinesia francese e Nuova Caledonia |
| Turni di qualificazione | Ottavo turno            | 19-20 novembre 2022            | 44      | 88 → 44     | 4               | Riunione, Guyana francese, Guadalupa e Martinica      |
| Fase finale             | Trentaduesimi di finale | 7-8 gennaio 2023               | 32      | 64 → 32     | 20              | Ligue 1                                               |
| Fase finale             | Sedicesimi di finale    | 21-22 gennaio 2023             | 16      | 32 → 16     |                 |                                                       |
| Fase finale             | Ottavi di finale        | 7-8 febbraio 2023              | 8       | 16 → 8      |                 |                                                       |
| Fase finale             | Quarti di finale        | 28 febbraio 2023-1º marzo 2023 | 4       | 8 → 4       |                 |                                                       |
| Fase finale             | Semifinali              | 5 aprile 2023                  | 2       | 4 → 2       |                 |                                                       |
| Fase finale             | Finale                  | 29 aprile 2023                 | 1       | 2 → 1       |                 |                                                       |

## Risultati

### Fase Finale

#### Trentaduesimi di finale

##### Gruppo A
| Squadra 1           | Risultato       | Squadra 2      |
| ------------------- | --------------- | -------------- |
| 6 gennaio 2023      |                 |                |
| Grenoble            | 1 - 0           | Nîmes          |
| Pau                 | 2 - 1           | Montpellier    |
| 7 gennaio 2023      |                 |                |
| Grasse              | 1 - 0           | La Tamponnaise |
| Olympique Marsiglia | 2 - 0           | Hyères         |
| Monaco              | 2 - 2 (4-5 dtr) | Rodez          |
| Le Puy              | 1 - 0           | Nizza          |
| 8 gennaio 2023      |                 |                |
| Jura Sud            | 1 - 2           | Ajaccio        |
| Aubagne             | 1 - 3           | Chambéry       |

##### Gruppo B
| Squadra 1          | Risultato | Squadra 2    |
| ------------------ | --------- | ------------ |
| 7 gennaio 2023     |           |              |
| Virois             | 0 - 2     | Nantes       |
| Avranches          | 0 - 2     | Brest        |
| Stade Plabennecois | 2 - 0     | Vannes       |
| Granville          | 0 - 3     | Niort        |
| Bordeaux           | 1 - 2     | Rennes       |
| 8 gennaio 2023     |           |              |
| Châtagneraie       | 0 - 6     | Lorient      |
| Lannion            | 1 - 7     | Tolosa       |
| Stade Pontivyen    | 1 - 4     | Les Herbiers |

##### Gruppo C
| Squadra 1       | Risultato       | Squadra 2               |
| --------------- | --------------- | ----------------------- |
| 6 gennaio 2023  |                 |                         |
| Paris FC        | 3 - 1           | Valenciennes            |
| 7 gennaio 2023  |                 |                         |
| Linas-Montlhéry | 0 - 2           | Lens                    |
| ES Thaon        | 0 - 0 (4-2 dtr) | Amiens                  |
| 8 gennaio 2023  |                 |                         |
| Belfort         | 3 - 1           | Olympique Saint-Quentin |
| Loon-Plage      | 0 - 7           | Stade Reims             |
| Dunkerque       | 2 - 2 (4-5 dtr) | Auxerre                 |
| Lilla           | 2 - 0           | Troyes                  |
| 14 gennaio 2023 |                 |                         |
| Pays de Cassel  | 1 - 1 (5-4 dtr) | Wasquehal               |

##### Gruppo D
| Squadra 1                | Risultato       | Squadra 2           |
| ------------------------ | --------------- | ------------------- |
| 6 gennaio 2023           |                 |                     |
| Strasburgo               | 0 - 0 (4-5 dtr) | Angers              |
| Châteauroux              | 1 - 3           | Paris Saint-Germain |
| 7 gennaio 2023           |                 |                     |
| Évreux AC                | 1 - 1 (3-4 dtr) | Bastia              |
| Strasburgo Koenigshoffen | 0 - 0 (4-3 dtr) | Clermont Foot       |
| Olympique Lione          | 2 - 1           | Metz                |
| Villerupt Thil           | 1 - 6           | Annecy              |
| 8 gennaio 2023           |                 |                     |
| Chamalières              | 0 - 0 (6-5 dtr) | Bourges Foot 18     |
| Avoine OCC               | 1 - 2           | Vierzon             |

#### Sedicesimi di finale
| Squadra 1                | Risultato       | Squadra 2           |
| ------------------------ | --------------- | ------------------- |
| 20 gennaio 2023          |                 |                     |
| Olympique Marsiglia      | 1 - 0           | Rennes              |
| 21 gennaio 2023          |                 |                     |
| Chambéry                 | 0 - 3           | Olympique Lione     |
| Chamalières              | 0 - 4           | Paris FC            |
| Les Herbiers             | 0 - 3           | Stade Reims         |
| Stade Plabennecois       | 0 - 1           | Grenoble            |
| Grasse                   | 0 - 0 (4-5 dtr) | Rodez               |
| Bastia                   | 1 - 1 (1-4 dtr) | Lorient             |
| Tolosa                   | 2 - 0           | Ajaccio             |
| Strasburgo Koenigshoffen | 0 - 1           | Angers              |
| 22 gennaio 2023          |                 |                     |
| Belfort                  | 1 - 1 (3-4 dtr) | Annecy              |
| Le Puy                   | 0 - 0 (3-5 dtr) | Vierzon             |
| Lilla                    | 2 - 0           | Pau                 |
| Niort                    | 0 - 4           | Auxerre             |
| ES Thaon                 | 0 - 0 (2-4 dtr) | Nantes              |
| Brest                    | 1 - 3           | Lens                |
| 23 gennaio 2023          |                 |                     |
| Pays de Cassel           | 0 - 7           | Paris Saint-Germain |

#### Ottavi di finale
| Squadra 1           | Risultato       | Squadra 2           |
| ------------------- | --------------- | ------------------- |
| 8 febbraio 2023     |                 |                     |
| Angers              | 1 - 1 (2-4 dtr) | Nantes              |
| Auxerre             | 2 - 3           | Rodez               |
| Olympique Lione     | 2 - 2 (4-2 dtr) | Lilla               |
| Olympique Marsiglia | 2 - 1           | Paris Saint-Germain |
| Paris FC            | 1 - 1 (5-6 dtr) | Annecy              |
| Tolosa              | 3 - 1           | Stade Reims         |
| Vierzon             | 0 - 1           | Grenoble            |
| 9 febbraio 2023     |                 |                     |
| Lorient             | 1 - 1 (2-4 dtr) | Lens                |

#### Quarti di finale
| Squadra 1           | Risultato       | Squadra 2 |
| ------------------- | --------------- | --------- |
| 28 febbraio 2023    |                 |           |
| Olympique Lione     | 2 - 1           | Grenoble  |
| 1º marzo 2023       |                 |           |
| Nantes              | 2 - 1           | Lens      |
| Olympique Marsiglia | 2 - 2 (6-7 dtr) | Annecy    |
| Tolosa              | 6 - 1           | Rodez     |

#### Semifinali
| Squadra 1     | Risultato | Squadra 2       |
| ------------- | --------- | --------------- |
| 5 aprile 2023 |           |                 |
| Nantes        | 1 - 0     | Olympique Lione |
| 6 aprile 2023 |           |                 |
| Annecy        | 1 - 2     | Tolosa          |

#### Finale
| Arbitro: | Benoît Millot |

|                 |           |                                               |
| Blas 75’ (rig.) | Marcatori | 4’, 10’ Costa 23’, 31’ Dallinga 79’ Aboukhlal |

| Nantes | Tolosa |

| P                 | 1  | Alban Lafont             |     |     |
| D                 | 28 | Fabien Centonze          |     |     |
| D                 | 21 | Jean-Charles Castelletto |     |     |
| D                 | 4  | Nicolas Pallois          | 38’ | 46’ |
| D                 | 38 | João Victor              | 26’ | 66’ |
| C                 | 3  | Andrei Girotto           |     |     |
| C                 | 10 | Ludovic Blas             |     | 82’ |
| C                 | 17 | Moussa Sissoko           |     |     |
| C                 | 25 | Florent Mollet           |     | 46’ |
| C                 | 27 | Moses Simon              |     | 46’ |
| A                 | 31 | Mostafa Mohamed          |     |     |
| Sostituti:        |    |                          |     |     |
| P                 | 16 | Rémy Descamps            | 44’ |     |
| D                 | 24 | Sébastien Corchia        |     |     |
| D                 | 26 | Jaouen Hadjam            |     |     |
| C                 | 8  | Samuel Moutoussamy       |     | 46’ |
| C                 | 29 | Quentin Merlin           |     | 66’ |
| A                 | 7  | Evann Guessand           |     |     |
| A                 | 11 | Marcus Coco              |     | 82’ |
| A                 | 14 | Ignatius Ganago          |     | 46’ |
| A                 | 99 | Andy Delort              |     | 46’ |
| Allenatore:       |    |                          |     |     |
| Antoine Kombouaré |    |                          |     |     |

| P                  | 16 | Kjetil Haug           |     |     |
| D                  | 3  | Mikkel Desler         | 88’ |     |
| D                  | 14 | Logan Costa           |     | 82’ |
| D                  | 2  | Rasmus Nicolaisen     |     |     |
| D                  | 15 | Gabriel Suazo         |     |     |
| C                  | 17 | Stijn Spierings       |     | 82’ |
| C                  | 8  | Branco van den Boomen |     |     |
| C                  | 10 | Brecht Dejaegere      | 58’ | 69’ |
| C                  | 6  | Zakaria Aboukhlal     |     |     |
| A                  | 28 | Farès Chaïbi          |     | 76’ |
| A                  | 27 | Thijs Dallinga        |     | 69’ |
| Sostituti:         |    |                       |     |     |
| P                  | 30 | Maxime Dupé           |     |     |
| D                  | 4  | Anthony Rouault       |     | 82’ |
| D                  | 23 | Moussa Diarra         |     | 82’ |
| D                  | 26 | Warren Kamanzi        |     |     |
| C                  | 5  | Denis Genreau         |     |     |
| C                  | 13 | Vincent Sierro        |     | 69’ |
| A                  | 7  | Ado Onaiwu            |     | 69’ |
| A                  | 21 | Rafael Ratão          |     | 76’ |
| A                  | 29 | Saïd Hamulić          |     |     |
| Allenatore:        |    |                       |     |     |
| Philippe Montanier |    |                       |     |     |

## Classifica marcatori
Aggiornata al 29 aprile 2023.
| Gol |  |  | Giocatore           | Squadra         |
| --- |  |  | ------------------- | --------------- |
| 6   |  |  | Thijs Dallinga      | Tolosa          |
| 5   |  |  | Kylian Mbappé       | PSG             |
| 5   |  |  | Vincent Pajot       | Annecy          |
| 5   |  |  | Moïse Sahi          | Annecy          |
| 5   |  |  | Zakaria Aboukhlal   | Tolosa          |
| 4   |  |  | Alexandre Lacazette | Olympique Lione |
| 4   |  |  | Mohamed Ben Fredj   | Le Puy          |
| 4   |  |  | Warren Caddy        | Paris FC        |